# Sant'Andrea della Valle

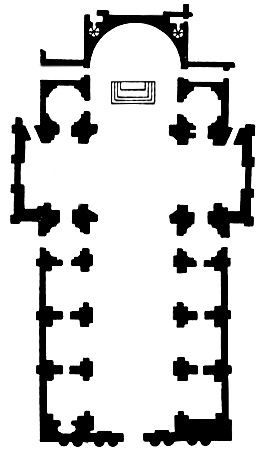
Kyrkans grundplan.

Sant'Andrea della Valle är en barockkyrka i Rom och theatinordens moderkyrka. Kyrkan, som är belägen i Rione Sant'Eustachio, är helgad åt aposteln Andreas. Kyrkan, som tillhör församlingen Santi Biagio e Carlo ai Catinari, är en mindre basilika.

## Kyrkans historia
Den första kyrkan på denna plats bar namnet San Sebastiano in Via Papae och var helgad åt martyren Sebastian. Enligt traditionen skall en kvinna vid namn Lucina här ha bärgat martyrens kropp ur en kloak. Denna kyrka nämns i en bulla promulgerad av Urban III år 1186. 
Kyrkan helgad åt Sebastian revs 1590 och året därpå inleddes bygget av den nya kyrkan. Byggaktiviteten avstannade 1603 på grund av brist på medel. Arbetet återupptogs dock 1608 med Carlo Maderno som arkitekt. Han utformade kupolen (1622), som är den största i Rom efter Peterskyrkans. Lanterninens kapitäl tillskrivs dock Francesco Borromini, som då var hans assistent. Kapitälen utgörs av keruber, vars vingar formar sig till voluter. Korpartiet fullbordades 1650. 
Fasaden (1655–1665) är ett verk av Carlo Rainaldi, men återgår på ett projekt av Maderno. Rainaldi ämnade byta Madernos gigantiska voluter mot två änglastatyer. I dag finns dock endast en staty, medan platsen till höger är tom. Det finns olika teorier om detta. Påve Alexander VII uppdrog åt Ercole Ferrata att utföra statyerna, men påven var inte nöjd med den första statyn; Ferrata tog då illa vid sig och vägrade att utföra den andra. Den andra teorin har sitt ursprung i en gravyr av Giuseppe Vasi; här ses den högra ängeln samt även övervåningens två nischstatyer. Theatinernas ekonomi tillät inte att samtliga av fasadens skulpturer utfördes i det tänkta materialet; den högra ängeln och de bägge nischstatyerna gjordes då i stuck. Dessa tre statyer har sedan Vasis tid vittrat sönder.

## Interiören
Kyrkans kupol dekorerades av Giovanni Lanfranco med en fresk (1625–1628), där himmelen med sina härskaror tycks öppna sig. Med denna fresk angav Lanfranco temat för otaliga senare kupolutsmyckningar. Kupolens pendentiv är målade av Domenichino och framställer de fyra evangelisterna. Domenichino fick även i uppdrag att dekorera korarmens absid och valv med en kombination av stuckatur och fresker. Målningarna skildrar scener ur aposteln Andreas liv. Nedanför pryds absidens väggar av tre monumentala fresker av Mattia Preti: aposteln Andreas korsfästelse, martyrium och gravläggning (1650–1651). 
I Sant'Andrea della Valle vilar två påvar: Pius II och Pius III.
Första akten av Puccinis opera Tosca är förlagd till Sant'Andrea della Valle.

### Cappella Ginetti
Cappella Ginetti utgör det första sidokapellet på höger hand. Utsmyckningen beställdes av kardinalerna Marzio och Giovanni Francesco Ginetti. Kapellet är invigt åt den helige Josef och ritades av Carlo Fontana omkring år 1670, men invigdes inte förrän 1684. Över altaret sitter Antonio Raggis marmorrelief Ängeln befaller Josef att fly till Egypten. Reliefen är infogad i en ädikula med fyra kompositakolonner av verde antico, vilka kontrasterar mot balustradens röda marmor.
Till vänster ses gravmonumentet över kardinal Marzio Ginetti med en skulptur av Raggi, som även har utfört bysten föreställande markis Marzio Ginetti på höger sida i kapellet. Skulpturen föreställande kardinal Giovanni Francesco Ginetti på höger sida samt bysten av markis Giovanni Paolo Ginetti är utförda av Alessandro Rondone.

### Cappella di San Sebastiano

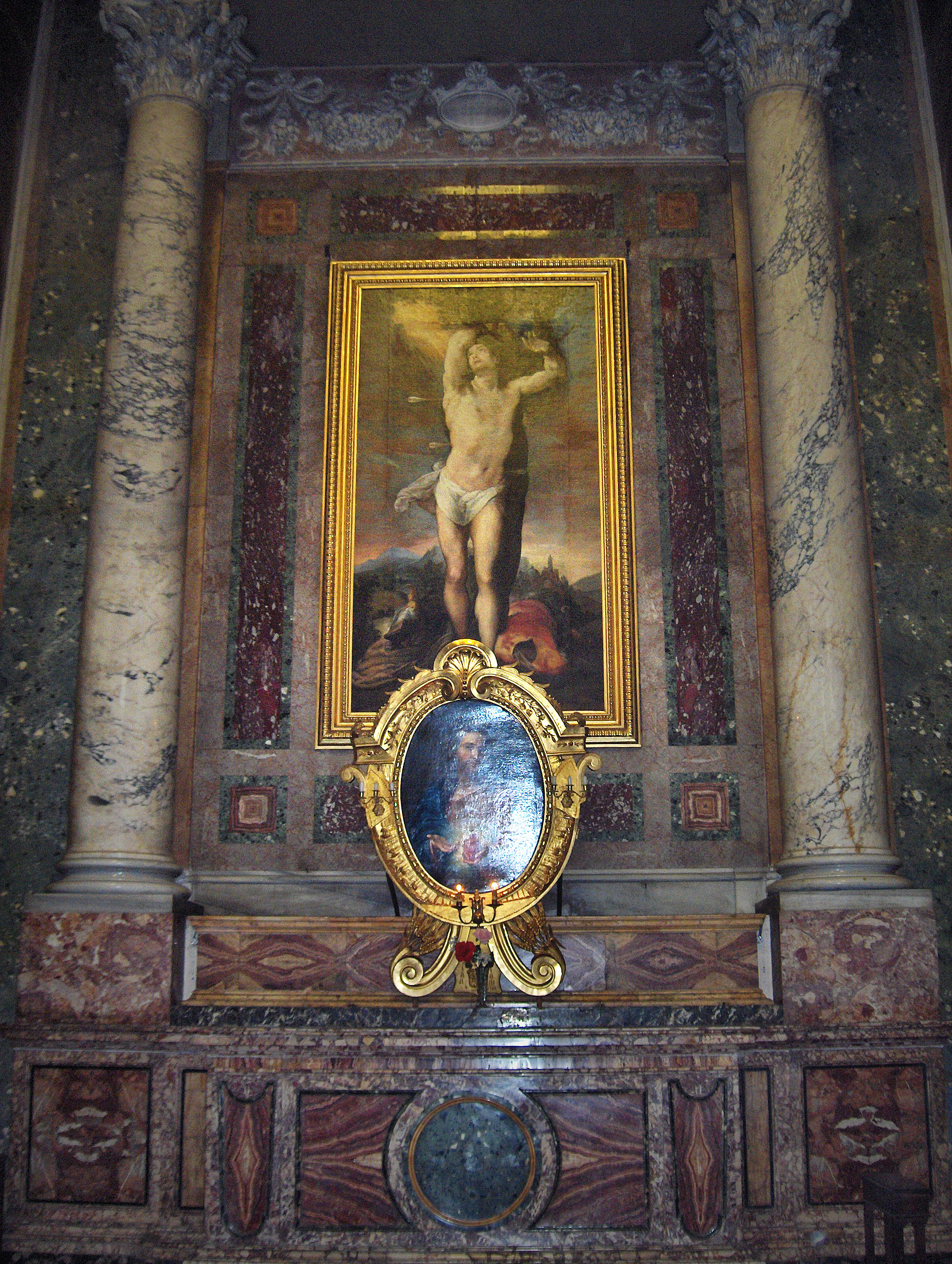
Den helige Sebastian av Giovanni de' Vecchi.

Minnet efter den gamla kyrkan San Sebastiano in Via Papae lever vidare i sidokapellet invigt åt den helige Sebastian. Det är det tredje kapellet på vänster hand. Över altaret hänger Giovanni de' Vecchis målning Den helige Sebastian från 1614. De Vecchi var elev till Raffaellino del Colle. Kapellet var tidigare smyckat med fresker från 1600-talet, men dessa har gått förlorade. 1869 gjordes kapellet om av arkitekten Filippo Martinucci och nya fresker utfördes av Guido Guidi för att ersätta de förlorade. Fresken till vänster framställer Kristus botar sjuka på begäran av den heliga Marta och den till höger skildrar Den helige Rochus påträffas pestsjuk.

## Bilder

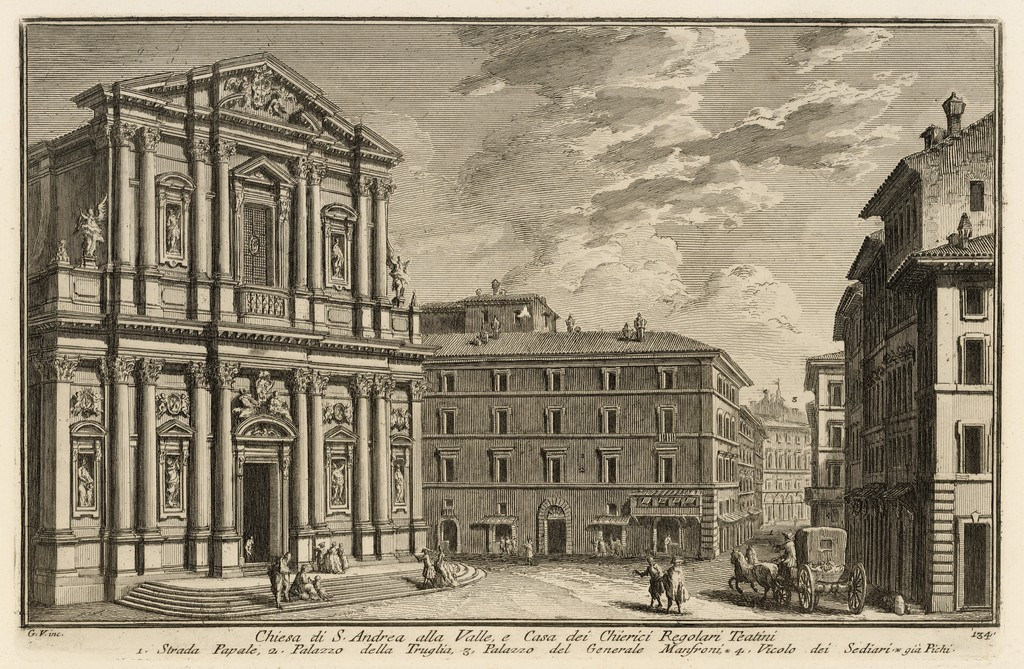
Sant'Andrea della Valle, gravyr av Giuseppe Vasi.
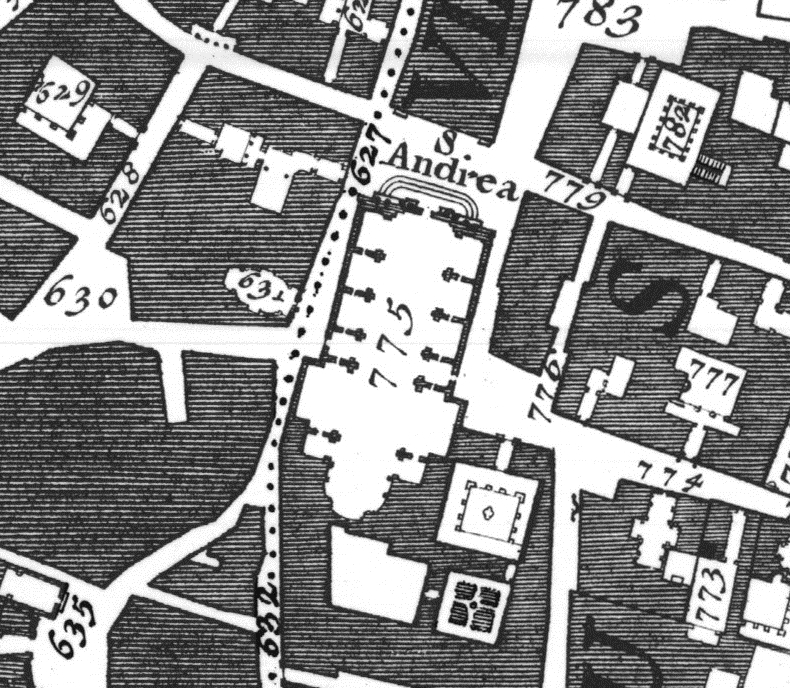
Sant'Andrea della Valle (nummer 775) på Giovanni Battista Nollis topografiska karta över Rom från år 1748.
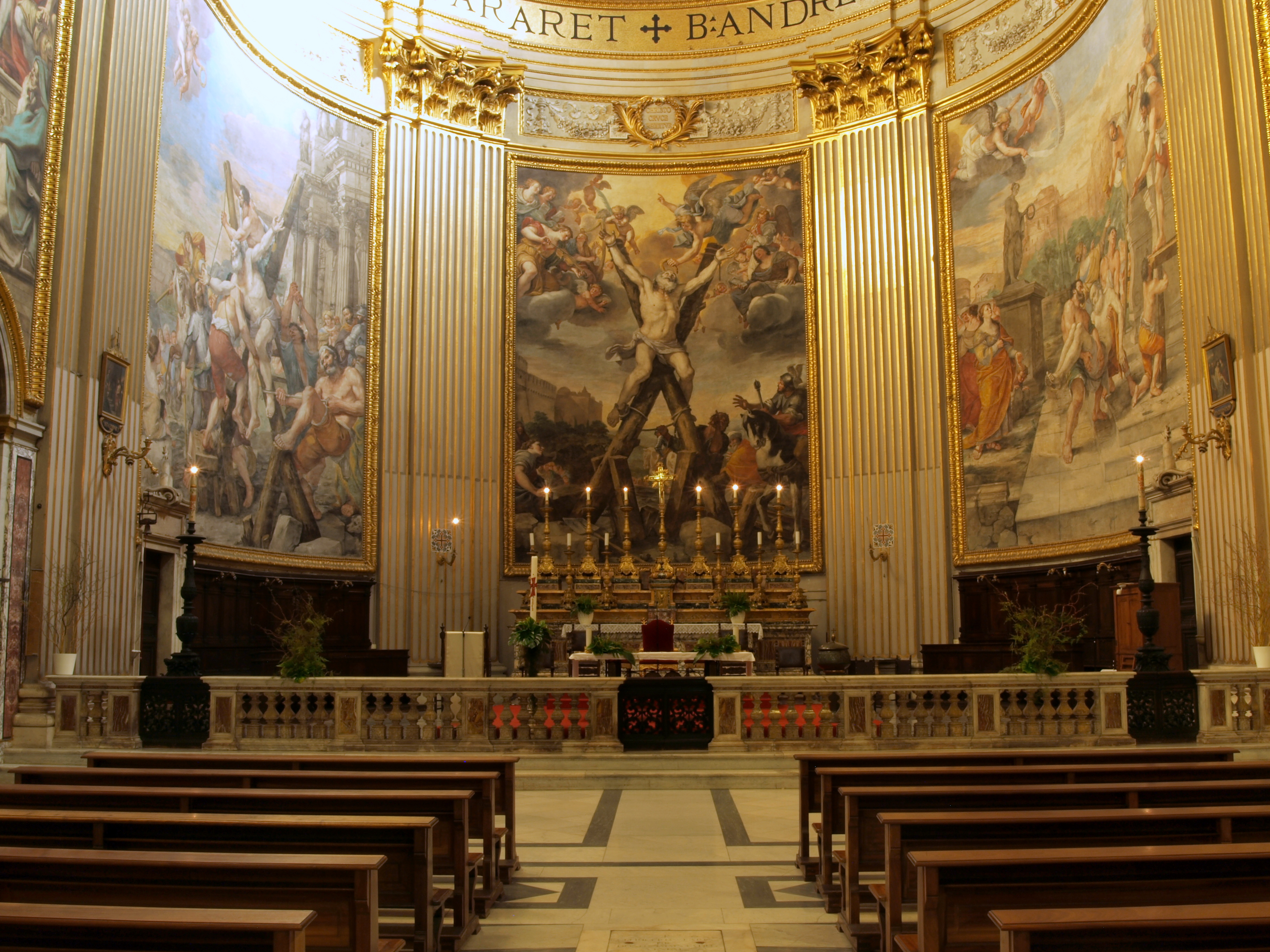
Mattia Pretis fresker i koret.
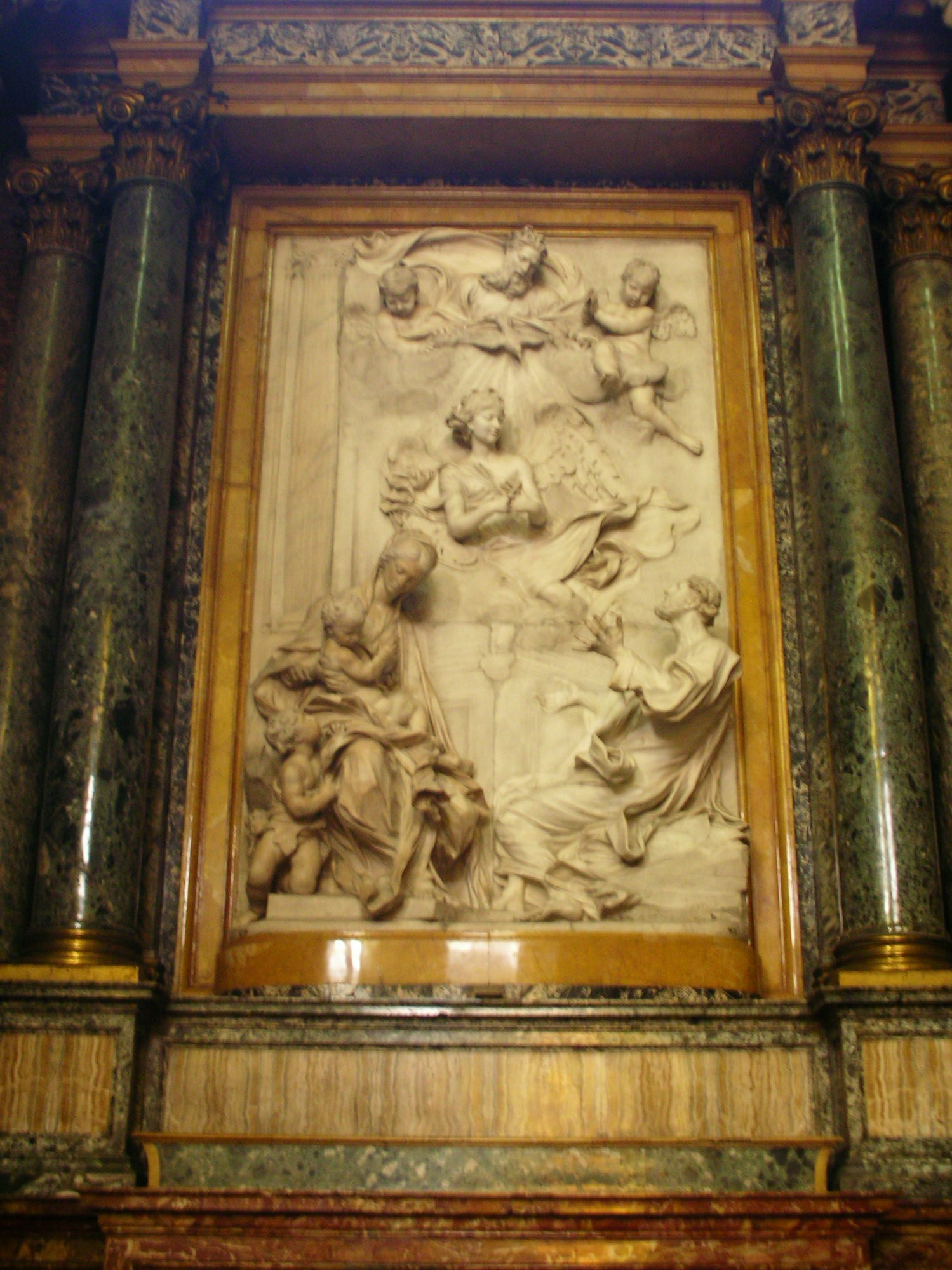
Ängeln befaller Josef att fly till Egypten, högrelief av Antonio Raggi (cirka 1675).
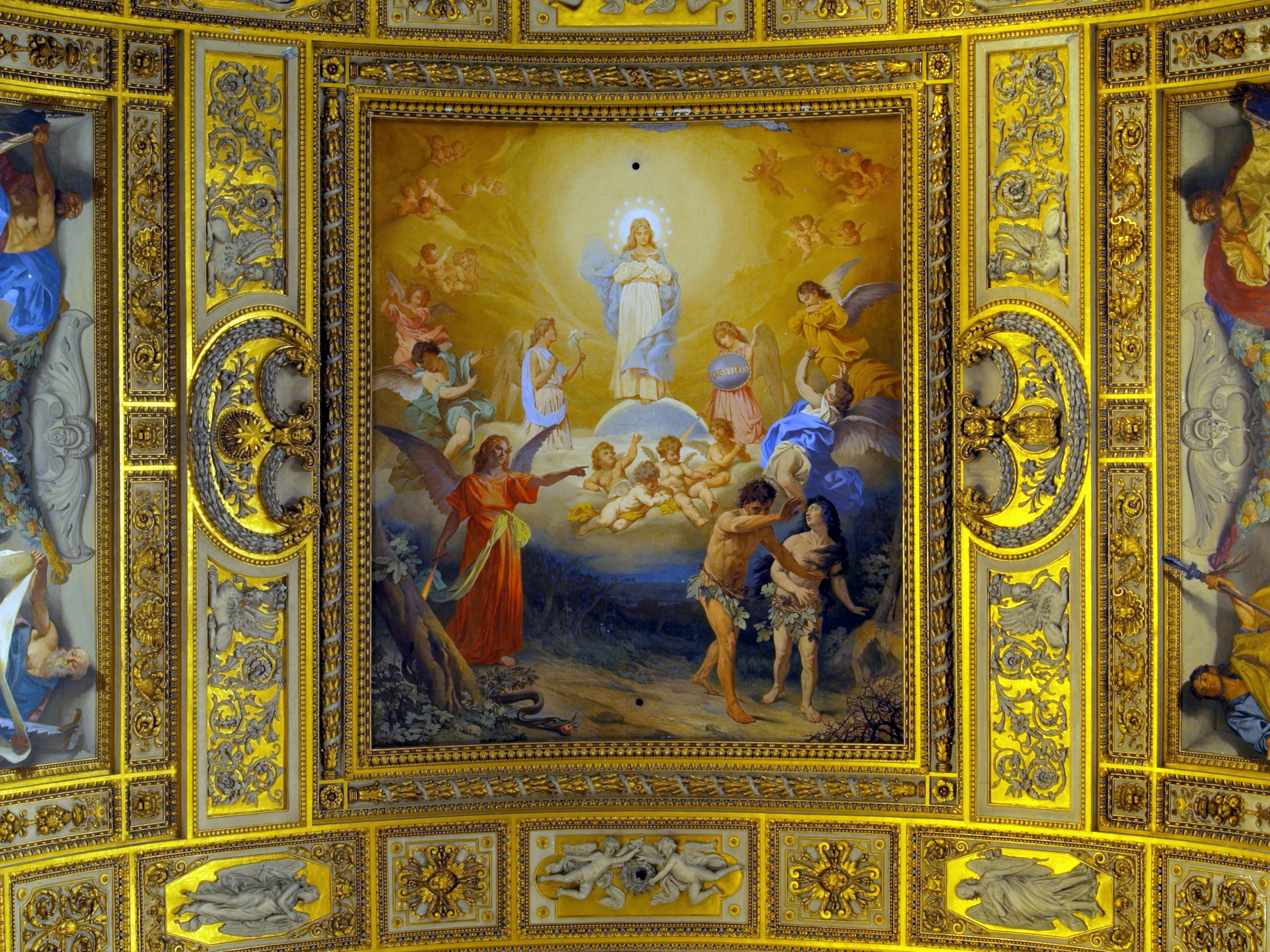
Utdrivandet ur Paradiset, takfresk av Salvatore Nobili (1905).